# Antonio Maria Cadolini

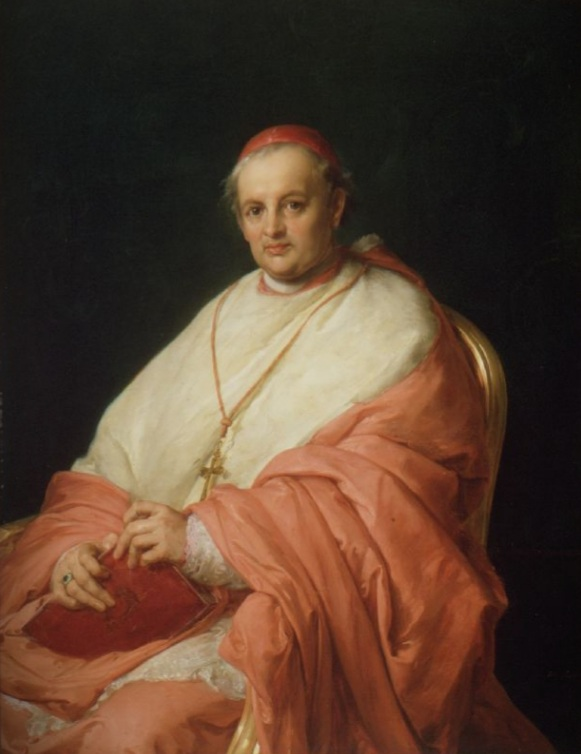
Antonio Maria Kardinal Cadolini (Gemälde von Francesco Podesti, um 1850)

Antonio Maria Cadolini CRSP (* 10. Juli 1771 in Ancona; † 1. August 1851 ebenda) war ein Kardinal der Römischen Kirche. 

## Leben
Der aus einer adeligen Familie stammende Antonio Maria Cadolini studierte zunächst in Recanati und vertiefte seine theologischen Kenntnisse im Seminar von Ancona. 1792 trat er in San Severino in den Barnabitenorden ein, der ihn 1793 nach Turin entsandte. Dort empfing er 1794 die Priesterweihe. Er blieb bis 1798 als Lehrer der Rhetorik in Turin, in gleicher Funktion wirkte er von 1800 bis 1804 in Macerata und wurde als Prediger bekannt. Er wurde als Annalist des Ordens nach Rom berufen und zwischen 1805 und 1821 als Prediger in den bedeutendsten Städten Italiens eingesetzt. Während der Aufhebung des Ordens zwischen 1810 und 1814 lebte er vorübergehend in seiner Heimatstadt. Nach der Wiederzulassung des Ordens kehrte er nach Rom zurück und wurde 1816 einer der Assistenten des Ordensgenerals, danach wurde er Mitarbeiter verschiedener kurialer Kongregationen.
Am 19. April 1822 wurde er von Papst Pius VII. zum Bischof von Cesena ernannt. Die Bischofsweihe spendete ihm am 21. April 1822 sein Vorgänger im Bischofsamt, Kardinal Francesco Saverio Castiglioni, der spätere Papst Pius VIII.; Mitkonsekratoren waren Francesco Bertazzoli, Sekretär der Studienkongregation, und Erzbischof Louis Piatti. Trotz seines pastoralen Eifers kam der konservative, der Restauration zugeneigte und von rigorosen Moralvorstellungen erfüllte Cadolini mit der politischen Stimmung in der Bevölkerung nicht gut zurecht.
Im Februar 1838 wurde Antonio Maria Cadolini zum Bischof von Ancona und Numana ernannt. Am 19. Juni 1843 nahm Papst Gregor XVI. ihn als Kardinalpriester mit der Titelkirche San Clemente in das Kardinalskollegium auf. Cadolini war Teilnehmer am Konklave von 1846, das Papst Pius IX. wählte. 1849 musste er an der Kapitulation der von den Österreichern belagerten Stadt mitwirken, um die Schäden für die Zivilbevölkerung zu begrenzen. Im Oktober 1850 weigerte er sich, am Empfang des Feldmarschalls Radetzky in der besetzten Stadt teilzunehmen, was ihm Sympathien unter den Bürgern eintrug.
Er starb in Ancona und wurde in der dortigen Kathedrale beigesetzt.